# Nicholas Grimshaw
Sir Nicholas Grimshaw (Hove, 9 ottobre 1939) è un architetto britannico.

## Biografia
Studiò al Wellington College e successivamente all'Edinburgh College of Art. Successivamente vinse una borsa di studio per la Architectural Association. Si diplomò nel 1965 e nel 1967 entrò a far parte del RIBA.

## Opere
- Sede della BMW, Bracknell (1980)
- Stabilimento Vitra (1981)
- Oxford Ice Rink, Oxford (1984)

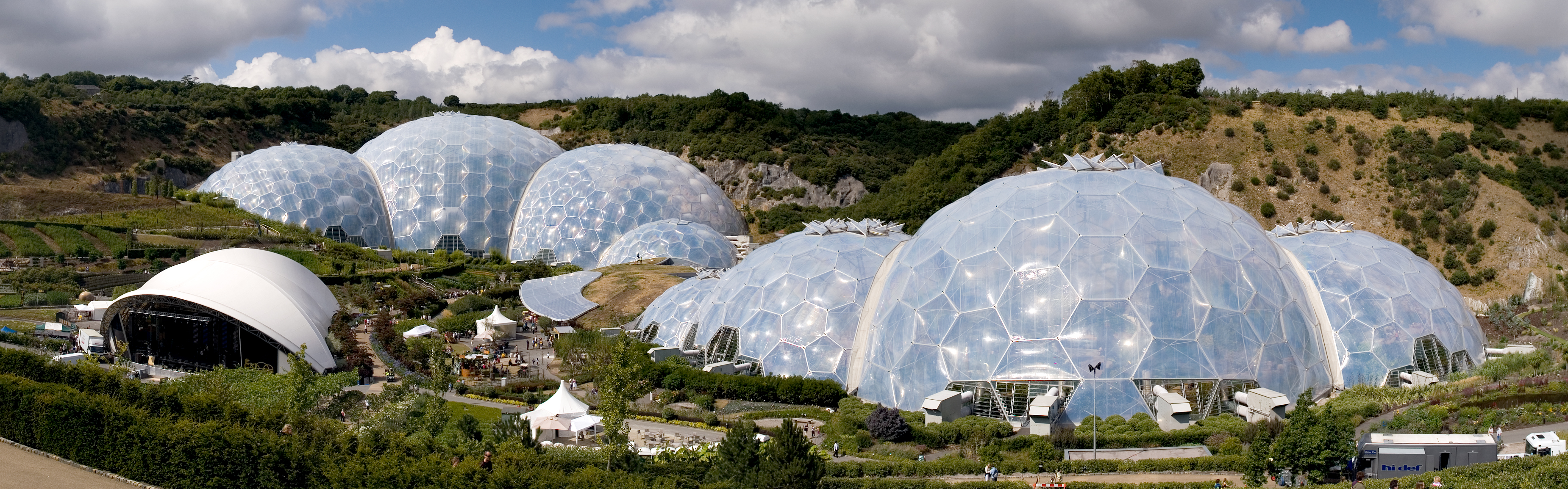
Eden Project, Cornovaglia

- Financial Times Printworks, Blackwall, Londra (1988)
- Centro ricerche Rank Xerox, Welwyn Garden City (1988)
- Sainsbury's Supermarket, Camden Town, Londra (1988)
- Stockbridge Leisure Centre, Liverpool (1988)
- Biblioteca nazionale di Francia, Parigi, Francia (1989)
- Padiglione inglese all'Expo '92, Siviglia, Spagna (1992)
- International Terminal alla Stazione di Waterloo(1993)
- British Airways Combined Centre Of Operations ('The Compass Centre'), Aeroporto di Heathrow (1993)
- Western Morning News Headquarters and Printworks, Plymouth (1993)
- RAC Regional Headquarters, Bristol (1994)
- Pier 4A, Heathrow Airport, (1994)
- Borsa di Berlino, Berlino, Germania (1997)
- Lord's Cricket Ground Grandstand, Londra (1998)
- Terminal 3, Aeroporto di Heathrow (1998)
- North Woolwich pumping station, London Docklands (1998)
- Bilbao Bus Station, Bilbao, Spagna (1999)
- Eden Project, Cornovaglia, (2001)
- Frankfurt Trade Fair Hall, Francoforte sul Meno, Germany (2001)
- Enneus Heerma Bridge, Amsterdam, Netherlands (2001)
- National Space Centre, Leicester (2001)

- 25 Gresham Street, London (2003)

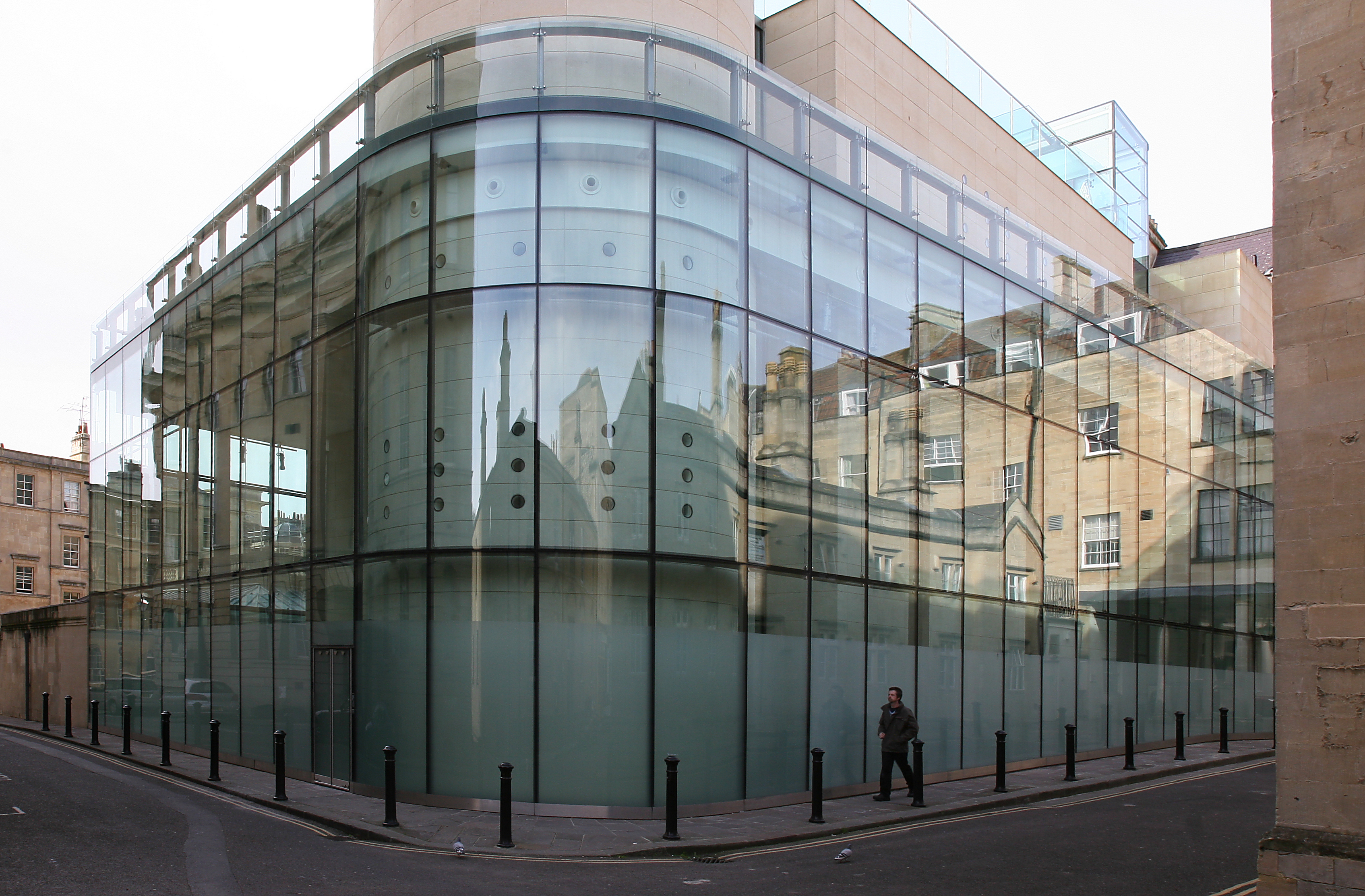
Thermae Bath Spa

- Rolls-Royce Manufacturing Plant and Headquarters (2003)
- Zurich Airport Expansion (2004)
- The Core, Eden Project (2005)
- Southern Cross Station, Melbourne, Australia (2005)
- Caixa Galicia Art Gallery, La Coruña, Spagna (2006)
- Thermae Bath Spa, Bath (2006)
- Experimental Media and Performing Arts Center, Troy (New York) (2007)
- igus Headquarters and Factory, Colonia, Germania (2000)
- University College London Cancer Institute, (2007)
- Seafarers Bridge, Melbourne, Australia (2009)
- Spazio Espositivo Grimshaw, Milano, (2013)